# Harachte
Harachte (auch Hor-achti) ist in der ägyptischen Mythologie (im ägyptischen Pantheon) eine Unterform des Gottes Horus, der so als Gott des Lichts verehrt wurde.

## Darstellung und Bedeutung
Harachte wird als falkenköpfiger Mann dargestellt, der die Sonnenscheibe und die Uräusschlange auf dem Kopf trägt.
Harachte ist die frühe Bezeichnung der Morgensonne. In den Pyramidentexten ist er noch eine von Re getrennte Gottheit. Seit der 5. Dynastie wird Harachte jedoch mit Re zu Re-Harachte verbunden. Dabei wurde er mit Re, insbesondere aber mit den Erscheinungsformen des Re als Chepre (Chepri) und Atum, auf dessen täglicher Bahn am Horizont von Osten nach Westen identifiziert. Der synkretistische Gott Re-Harachte symbolisiert die aufgehende, neu geborene Sonne. Der Gott Harachte gehört zum Morgen (aufgehende Sonne) und dem Osten.
Es besteht die Vermutung, dass Harachte als besondere Form des Sonnenglaubens von Heliopolis sehr zur Entwicklung des Glaubens an Aton unter Echnaton in Karnak beigetragen hat.

## Name
Die Übersetzung des Namens Ḥrw-3ḫtj (Heru-achti) wird in der Regel in folgenden Varianten wiedergegeben: „Der Horizontische“, „Der horizontische Horus“, „Horus der beiden Horizonte“ aber auch mit „Horus vom Horizont“. Die Lesung des Beiwortes 3ḫtj als Dual wird dann als „horizontisch“ oder „(der) beiden Horizonte“ übersetzt. Bonnet gibt jedoch als eine sinngemäß bessere Übersetzung „Horus vom Lichtland“ an.

## Kultorte
Harachte wurde vor allem als lokale Sonderform des Gottes Horus in Heliopolis verehrt. Ferner gab es für ihn Kulte sowohl im Amun-Tempel in Karnak (Thutmosis III.) als auch im Totentempel der Hatschepsut in Deir el-Bahari. Neben Re, Atum und Chepre wird er in einem Sonnengesang angerufen.

## Harachte und Harmachis
Beide lokalen Formen des Gottes Horus unterscheiden sich nicht nur durch ihre hieroglyphische Schreibung, sondern auch durch ihre Darstellung und Bedeutung. So ist Harmachis der „Horus im Horizont“, den man im Neuen Reich in der Großen Sphinx von Gizeh verehrte.